# Erik Adlerz
Erik Adlerz (n. 23 iulie 1892, Parohia Klara⁠(d), Over-Governors office⁠(d), Suedia – d. 8 septembrie 1975, Härlanda⁠(d), Gothenburg and Bohus County⁠(d), Suedia) a fost un săritor în apă ce a reprezentat Suedia, medaliat olimpic. A participat la 4 ediții ale Jocurilor Olimpice (1908, 1912, 1920, 1924) în care a câștigat două medalii de aur și o medalie de argint.